# Shiva Keshavan
Shiva Keshavan (Manali (Himachal Pradesh), 25 de agosto de 1981) es un deportista indio que compite en Luge, seis veces olímpico, también es el primer deportista indio en competir en Luge en unos Juegos Olímpicos de Invierno
Su mejor resultado fue en Turín 2006 donde alcanzó la 25.ª posición 

## Resultados en los Juegos Olímpicos de Invierno
| Año  | Lugar          | Posición | Tiempo  | Disciplina |
| ---- | -------------- | -------- | ------- | ---------- |
| 1998 | Nagano         | 28       | 3:28.38 | Luge       |
| 2002 | Salt Lake City | 33       | 3:04.98 | Luge       |
| 2006 | Turín          | 25       | 3:31.94 | Luge       |
| 2010 | Vancouver      | 29       | 3:18.47 | Luge       |
| 2014 | Sochi          | 37       | 3:37.15 | Luge       |
| 2018 | Pieonchang     | 34       | 2:28.19 | Luge       |

En 2018 no disputó la 4 carrera al no conseguir clasificarse 
En 2014 compitió bajo la bandera del Comité de Atletas Refugiados